# B.F.'s Daughter
B.F.'s Daughter (bra: A Rebelde) é um filme de drama de 1948 dirigido por Robert Z. Leonard e estrelado por Barbara Stanwyck e Van Heflin. Foi adaptado do romance homônimo de 1946 de John P. Marquand.

## Elenco
- Barbara Stanwyck ...Pauline "Polly" Fulton Brett
- Van Heflin ...Tom Brett
- Charles Coburn ...Burton F. "B.F." Fulton
- Richard Hart ...Robert S. "Bob" Tasmin III
- Keenan Wynn ...Martin Delwyn "Marty" Ainsley
- Margaret Lindsay ..."Apples" Sandler
- Marshall Thompson ...marinheiro
- Spring Byington ...Gladys Fulton
- Barbara Laage ...Euginia Taris
- Thomas E. Breen ...Maj. Isaac Riley
- Fred Nurney ...Jan, mordomo
- Pierre Watkin ...Joe Stewart, chefe de Brett (sem créditos)

## Produção
As filmagens ocorreram entre meados de setembro e final de outubro de 1947. De acordo com uma notícia publicada pelo The Hollywood Reporter, a atriz Katharine Hepburn foi considerada para o papel de protagonista no filme.

## Lançamento
Nos Estados Unidos, o filme foi lançado nos cinemas em 2 de abril de 1948, tendo estreado anteriormente em Nova York em 24 de março de 1948.

## Adaptação para rádio
Em 11 de dezembro de 1950, o Lux Radio Theatre transmitiu uma adaptação para o rádio de BF's Daughter, com Barbara Stanwyck reprisando seu papel no filme.